# Mikuláš Čanda
Mikuláš Čanda (13. února 1932 – 2. srpna 1979) byl slovenský a československý politik Komunistické strany Slovenska ukrajinské (rusínské) národnosti a poúnorový poslanec Národního shromáždění ČSSR a Sněmovny lidu Federálního shromáždění.

## Biografie
Ve volbách roku 1964 byl zvolen za KSS do Národního shromáždění ČSSR za Východoslovenský kraj. V Národním shromáždění zasedal až do konce volebního období parlamentu v roce 1968.
K roku 1968 se profesně uvádí jako brusič kovů z obvodu Stará Ľubovňa.
Po federalizaci Československa usedl roku 1969 do Sněmovny lidu Federálního shromáždění (volební obvod Stará Ľubovňa), kde setrval do konce volebního období, tedy do voleb v roce 1971.